# Mark Weisbrot

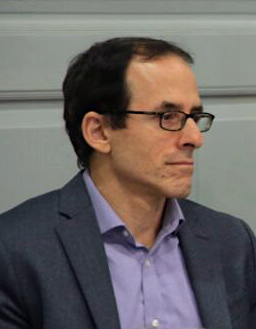
Mark Weisbrot (2017)

Mark Weisbrot é um economista americano, colunista e co-diretor, com Dean Baker, do Centro para Pesquisas Econômicas e de Políticas Públicas (Center for Economic and Policy Research - CEPR) em Washington. Como comentarista, ele contribui em publicações como o New York Times, o The Guardian e a Folha de S. Paulo.
Como economista, Weisbrot criticou a privatização do sistema norte-americano de seguridade social e foi um grande crítico da globalização e do FMI. Os trabalhos de Weisbrot a respeito dos países latino-americanos (incluindo Argentina, Bolívia, Brasil, Equador e Venezuela) atraíram interesse nacional e internacional, e em 2008 ele foi mencionado pelo Ministro brasileiro das Relações Exteriores do governo Lula, Celso Amorim.
O economista é alinhado com o pensamento de esquerda, apoiando líderes como Hugo Chávez e Nicolás Maduro, na Venezuela, Lula e Dilma Rousseff, no Brasil, Rafael Correa, no Equador, em diversos artigos nos jornais que colabora.